# U-191
 U-191  — немецкая подводная лодка типа IXC/40, времён Второй мировой войны. 
Заказ на постройку субмарины был отдан 4 ноября 1940 года. Лодка была заложена на верфи судостроительной компании «АГ Везер» в Бремене 2 ноября 1941 года под строительным номером 1037, спущена на воду 3 июля 1942 года, 20 октября 1942 года под командованием капитан-лейтенанта Гельмута Фина вошла в состав учебной 4-й флотилии. 1 апреля 1943 года вошла в состав 2-й флотилии. Лодка совершила один боевой поход, потопив одно судно (3 025 брт). 23 апреля 1943 года лодка была потоплена к юго-востоку от мыса Фервелл, Гренландия, в районе с координатами 56°45′ с. ш. 34°25′ з. д. глубинными бомбами с британского эсминца HMS Hesperus (H57). Все 55 членов экипажа погибли.